# Blang Pohroh (Nisam Antara)
Blang Pohroh is een bestuurslaag in het regentschap Aceh Utara van de provincie Atjeh, Indonesië. Blang Pohroh telt 509 inwoners (volkstelling 2010).